# جون فريمان (سياسي)
جون فريمان (بالإنجليزية: John Freeman)‏ هو مقدم تلفزيوني وصحفي ودبلوماسي وسياسي بريطاني (وحمل سابقاً جنسية المملكة المتحدة لبريطانيا العظمى وأيرلندا)، ولد في 19 فبراير 1915 في لندن في المملكة المتحدة، وتوفي في 20 ديسمبر 2014. حزبياً، نشط في حزب العمال.

## مناصب
- انتخب المفوض السامي للملكة المتحدة لدى الهند (1965 – 1968).
- انتخب سفير بريطانيا لدى الولايات المتحدة (1969 – 1971).
- في الانتخابات العامة في المملكة المتحدة 1945 [الإنجليزية]‏، انتخب عضو برلمان المملكة المتحدة الـ38 عن دائرة واتفورد (5 يوليو 1945 – 3 فبراير 1950).
- في الانتخابات العامة في المملكة المتحدة 1950 [الإنجليزية]‏، انتخب عضو برلمان المملكة المتحدة الـ39 عن دائرة واتفورد (23 فبراير 1950 – 5 أكتوبر 1951).
- في الانتخابات العامة في المملكة المتحدة 1951 [الإنجليزية]‏، انتخب عضو برلمان المملكة المتحدة الـ40 عن دائرة واتفورد (25 أكتوبر 1951 – 6 مايو 1955).
- انتخب عضو مجلس الشورى البريطاني.

## روابط خارجية
- جون فريمان على موقع IMDb (الإنجليزية)
- جون فريمان على موقع مونزينجر (الألمانية)
- جون فريمان على موقع قاعدة بيانات الفيلم (الإنجليزية)